# Martovce
Martovce, ungarisch Martos (bis 1948 slowakisch Martoš) ist eine Gemeinde im Südwesten der Slowakei mit 692 Einwohnern (Stand 31. Dezember 2024). Sie liegt im Okres Komárno, einem Teil des Nitriansky kraj.

## Geographie

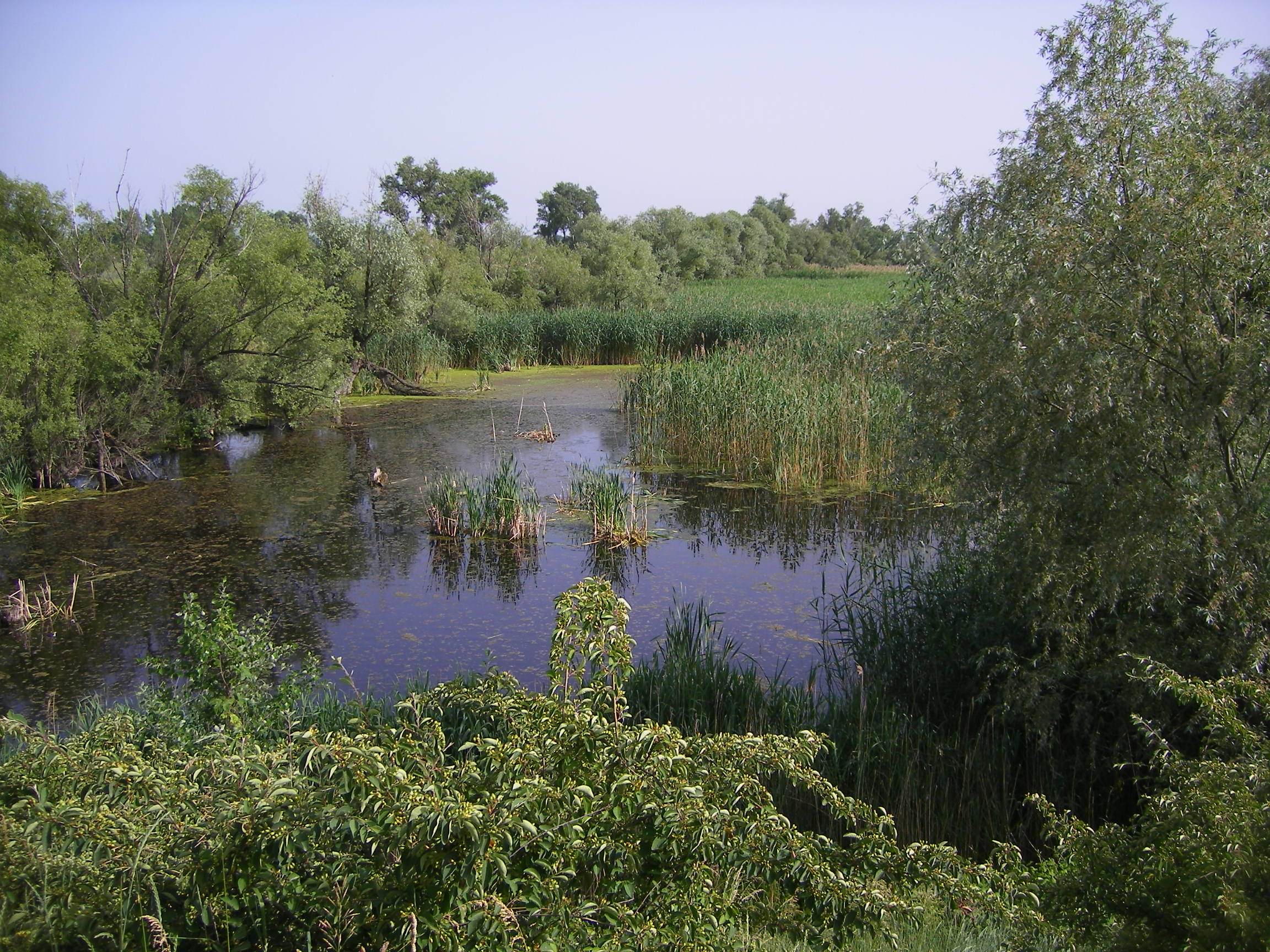
Alluvialboden rund um die Žitava

Die Gemeinde befindet sich im slowakischen Donautiefland zwischen dem alten Arm der Nitra und der unmittelbar südlich des Ortes mündenden Žitava. Das Gemeindegebiet ist mit Höhen von 108 m n.m. und 112 m n.m. weitgehend eben, durch Teiche und verschiedene Gewässer geprägt und landwirtschaftlich fruchtbar. Das Ortszentrum liegt auf einer Höhe von 112 m n.m. und ist acht Kilometer von Hurbanovo sowie 17 Kilometer von Komárno entfernt.
Nachbargemeinden sind Imeľ im Norden, Hurbanovo im Osten und Südosten, Komárno im Süden und Vrbová nad Váhom im Westen.

## Geschichte

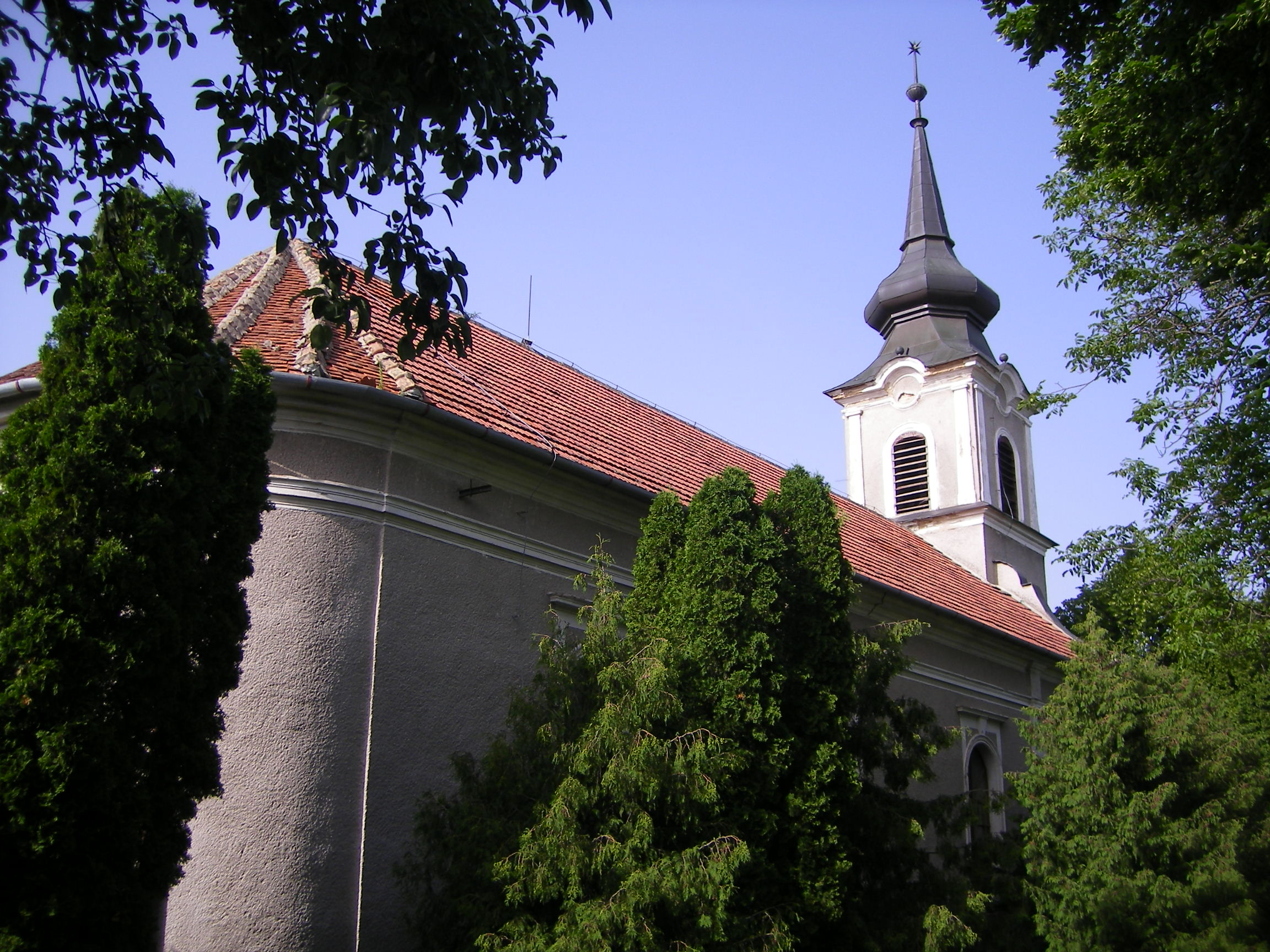
Reformierte Kirche

In der Nähe des Hügels Aba stand im 6. Jahrhundert eine Awarensiedlung. Zum größten Teil des Mittelalters gibt es keine schriftlichen Erwähnungen über Martovce, allerdings existierte bereits 1075 eine heute nicht mehr bestehende Ortschaft Gég zwischen der Waag und der Nitra, deren Bewohner wahrscheinlich zu irgendeinem Zeitpunkt den Ort Martovce gründeten. Weitere umliegende Siedlungen waren unter anderem Aba (1244), Vék (1247) und Agyagos (1307). Die erste schriftliche Erwähnung stammt aus dem Jahr 1438 als Marthos. Eine wichtige Einnahmequelle war Fischerei, die durch Anwesenheit der königlichen Teiche in der Umgebung unterstrichen wurde. Im 16. Jahrhundert wurde die Ortschaft durch türkische Truppen verwüstet. 1572 standen 10 Häuser im Ort. Ein weiteres Problem für das Dorf stellten häufige Hochwasser dar, deren Gefahr erst im späten 19. Jahrhundert reduziert werden konnte. Im 18. und 19. Jahrhundert waren die Einwohner als Fischer, Korbmacher, Landwirte und Viehhalter beschäftigt. 1907 zählte man 229 Häuser und 1155 Einwohner.
Bis 1918/1919 gehörte der im Komitat Komorn liegende Ort zum Königreich Ungarn und kam danach zur Tschechoslowakei beziehungsweise heute Slowakei. 1935 erbauten die Einwohner eigenständig ein Kulturhaus. Infolge des Ersten Wiener Schiedsspruchs war Martovce zwischen 1938 und 1945 noch einmal Teil von Ungarn.

## Bevölkerung
| Jahr                | 1994 | 2004    | 2014    | 2024    |
| ------------------- | ---- | ------- | ------- | ------- |
| Anzahl der Personen | 806  | 758     | 694     | 692     |
| Unterschied         |      | −5,95 % | −8,44 % | −0,28 % |

| Jahr                | 2023 | 2024    |
| ------------------- | ---- | ------- |
| Anzahl der Personen | 693  | 692     |
| Unterschied         |      | −0,14 % |

Gemäß der Volkszählung 2011 wohnten in Martovce 694 Einwohner, davon 610 Magyaren, 76 Slowaken und zwei Tschechen. Zwei Einwohner gaben eine andere Ethnie an und vier Einwohner machten keine Angabe zur Ethnie.
440 Einwohner bekannten sich zur reformierten Kirche, 194 Einwohner zur römisch-katholischen Kirche, vier Einwohner zu den Zeugen Jehovas, zwei Einwohner zur griechisch-katholischen Kirche und ein Einwohner zur Evangelischen Kirche A. B.; ein Einwohner bekannte sich zu einer anderen Konfession. 44 Einwohner waren konfessionslos und bei acht Einwohnern wurde die Konfession nicht ermittelt.

## Sehenswürdigkeiten
- reformierte Kirche aus dem Jahr 1732, 1899 erweitert und im neoklassizistischen Stil neu gestaltet
- moderne römisch-katholische Wendelinskapelle aus dem Jahr 2004
- Bauernhaus mit ursprünglicher Ausstattung als Teil des Museums der ungarischen Kultur in Komárno
- privater Kulturpark Árpád Feszty